# رابرت دی
رابرت دِی (انگلیسی: Robert Day؛ زادهٔ ۱۱ سپتامبر ۱۹۲۲ - درگذشته ۱۷ مارس ۲۰۱۷) کارگردان اهل بریتانیا بود. او مابین سال‌های ۱۹۵۶ تا ۱۹۹۱ میلادی، ۴۰ فیلم را کارگردانی کرد که از میان آن‌ها می‌توان به شی و تارزان و وادی طلا اشاره نمود. رابرت دی در ۱۷ مارس ۲۰۱۷ در سن ۹۴ سالگی درگذشت.